# Lijst van burgemeesters van Vlieland
Dit is een lijst van burgemeesters van de Nederlandse gemeente Vlieland.
| Ambtsperiode               | Naam burgemeester                                                         | Partij of stroming | Bijzonderheden                                                    |
| -------------------------- | ------------------------------------------------------------------------- | ------------------ | ----------------------------------------------------------------- |
| 1818 - 1853                | Fredrik Hendrik van der Kop                                               |                    | schout/burgemeester                                               |
| 1853                       | Cornelis Walburgh                                                         |                    |                                                                   |
| 1853 - 1883                | Lammert Zunderdorp                                                        |                    |                                                                   |
| 1883 - 1895                | Klaas Reedeker                                                            |                    |                                                                   |
| 1895 - 1901                | Jan Hendrik Willem Veenhoven (1860-1901)                                  |                    |                                                                   |
| 1901 - 1917                | J. Molenaar                                                               |                    |                                                                   |
| 1917 - 1929                | Karel (K.) Blankestijn                                                    |                    |                                                                   |
| 1929 - 1947                | F.C. Rab (in de zomer van 1945 was Jacobus Anker waarnemend burgemeester) |                    |                                                                   |
| 1947 - 1955                | Johannes (J.) van den Bent                                                | PvdA               |                                                                   |
| 1955 - 1966                | Adriaan Anker                                                             | PvdA               |                                                                   |
| 1966 - 1967                | Bauke (B.) Schuurer                                                       |                    | waarnemend                                                        |
| 1967 - 1976                | Gerrit (G.) Rombout                                                       | PvdA               |                                                                   |
| 1976 - 1987                | Anton (A.) Visser                                                         | PvdA               |                                                                   |
| 1987 - 1993                | Mr. John (J.H.G.) van de Langenberg                                       | PvdA               |                                                                   |
| 1993 - 2005                | Rob (R.D.) van der Mark                                                   | PvdA               |                                                                   |
| 2005 - 2009                | Baukje (B.A.H.) Galama                                                    | VVD                | werd burgemeester van Stadskanaal                                 |
| sept. 2009 - febr. 2010    | Ella Schadd-de Boer                                                       | PvdA               | waarnemend                                                        |
| febr. 2010 - 17 juni 2013  | Yorick Haan                                                               |                    |                                                                   |
| 17 juni 2013 - 2015        | Ella Schadd-de Boer                                                       | PvdA               | waarnemend                                                        |
| 31 maart 2015 - 9 mei 2021 | Tineke Schokker                                                           | CDA                | eerst waarnemend, vanaf 12 oktober 2017 kroonbenoemd burgemeester |
| 10 mei 2021 - heden        | Michiel Schrier                                                           | SP                 | [ 5 ]                                                             |